# Jigme Thinley

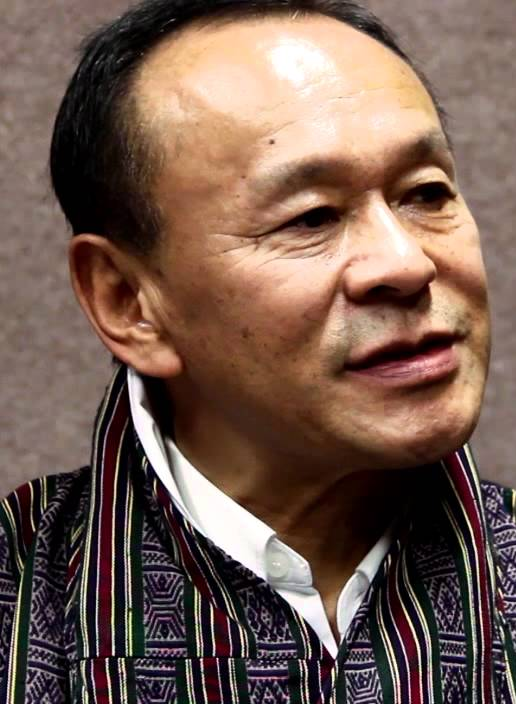

Jigme Yoser Thinley (bhutanisch འཇིགས་མེད་འོད་ཟེར་འཕྲིན་ལས, * 9. September 1952 im Dzongkhag, Bumthang) war von 2008 bis 2013 Ministerpräsident von Bhutan. Dies war er bereits vom 20. Juli 1998 bis 9. Juli 1999 und vom 30. August 2003 bis 20. August 2004.
Thinley erwarb den akademischen Grad eines Bachelor of Arts (B.A.) an der University of Delhi in Indien. Von 1974 bis 1976 studierte er an der Pennsylvania State University. Nach dem Abschluss als Master of Public Administration kehrte er nach Bhutan zurück und begann dort seine politische Karriere im Entwicklungsministerium. Von 1987 bis 1989 war er Ständiger Vertreter des Königreichs Bhutan bei den Vereinten Nationen in New York.
Jigme Thinley war Außenminister von 1998 bis 2003 und von August 2003 bis Juli 2007 Innen- und Kultusminister von Bhutan.
Im März 2008 stellte er sich als Führer der Bhutanischen Partei für Frieden und Wohlstand (DPT) bei den ersten demokratischen Wahlen in Bhutan zur Wahl. Seine Partei gewann 45 der 47 Sitze in der Nationalversammlung. Am 9. April 2008 trat Jigme Yoser Thinley das Amt des Ministerpräsidenten an. Bei den Wahlen im Juli 2013 unterlag seine Partei, nachdem seine Politik der Annäherung an China zu Spannungen mit Indien führte. Die Opposition konnte mit diesem Thema den Wahlkampf für sich entscheiden.